# Vi i villa (TV-serie)
Vi i villa är en svensk drama- och komediserie i regi av Henrik Schyffert och John Nordling. Den hade premiär på Kanal 5 och Discovery+ den 7 april 2022. Serien är baserad på Hans Koppels roman med samma namn.
Seriens manusförfattare är Tove Eriksen Hillbom, Henrik Schyffert och Maria Nygren.

## Rollista (i urval)
| - Johan Widerberg – Martin - Filip Berg – Eric - Mattias Nordkvist – Anders - Sanna Sundqvist – Filippa - Tuva Li Ramel – Anna | - Pablo Leiva Wenger – pappa Pedro - Malin Alm – Minna - Helena af Sandeberg – Jana - Victor Iván – Samir - Francisco Sobrado – Stavros |